# 迪化之战 (1933年)
第一次迪化之战是1933年春在金树仁治下的新疆省政府军队和回族軍閥马仲英率領的中央陆军新编第三十六师之间的冲突。
金树仁时任新疆邊防督辦公署督办，国民政府一边向金树仁保证他是被认可的合法督办，一边密令新三十六师师长马仲英攻打金树仁。马仲英部下马全禄在1932年12月率軍进逼迪化。1933年2月下旬，双方在迪化城门爆发激战，新三十六师成功从西门突破後的一条街道被一位漢族將領放火烧毀，造成附近包括难民在內的所有人死亡。回族部隊被迫撤退到省軍的机枪射程内，又陣亡了一批士兵。
巴品古特上校率领一支1800人的归化军部隊随后击退新三十六师。吴霭辰被告知当时至少有2000人死亡。回族士兵在試圖登上西大桥方向的城墙時被殺，死傷數人。在新任督辦盛世才率领的省军到达後，新三十六师潰散。新疆省軍和新三十六师共有約6000名士兵在战斗中陣亡。